# Franjo Bertić
Franjo Bertić (Beč, 13. ožujka 1882. - ???), hrvatski skladatelj.

## Životopis
Završio je pravo i učio svirati violončelo kod Umberta Fabrija. Skladao je samo za tamburaške orkestre. Poznat je po Šokačkom kolu. 